# Saint-Pierre-du-Fresne
Saint-Pierre-du-Fresne település Franciaországban, Calvados megyében. Lakosainak száma 181 fő (2022. január 1.). Saint-Pierre-du-Fresne Cahagnes, Souleuvre-en-Bocage, Val de Drôme és Dialan sur Chaîne községekkel határos.

## Népesség
A település népessége az elmúlt években az alábbi módon változott:
| Lakosok száma | 138  | 127  | 127  | 200  | 200  | 200  | 195  | 190  | 188  | 181  |
|               | 1968 | 1982 | 1990 | 2006 | 2013 | 2015 | 2017 | 2019 | 2020 | 2022 |